# Aeroporto de El Daein
O Aeroporto de El Daein (IATA: ADV, ICAO: HSDI) é um aeroporto localizado na cidade de El Daein, no Sudão. Situado a 831 quilômetros da capital do país Cartum.